# 甲陽線
甲陽線（日语：／ Kōyō sen */?）是自日本兵庫縣西宮市夙川站至甲陽園站的阪急電鐵的鐵道路線。這條路線是西宮市甲山山麓的住宅區及前往甲陽園車站附近學校的通勤、通學路線。早晚均有眾多私立甲陽學院高等學校、夙川學院的學生使用這條路線。是阪急路線中長度最短的路線，也是車站數最少的路線。

## 路線資料
- 路線距離（營業距離）：2.2公里
- 軌距：1435毫米
- 站數：3個（包括起終點站）
- 複線路段：沒有（全線單線）
- 電氣化路段：全線電氣化（直流1500V）
- 閉塞方式：自動閉塞式（特殊）
- 最高速度：70公里/小時
- 車輛基地：西宮車庫（日语：西宮車庫）

## 車站列表
- 所有車站都位於兵庫縣西宮市。
- 車站編號自2013年12月21日起引入[1][2]。
- 軌道（阪急甲陽線內全線單線） … ◇：可進行列車交會 ｜：不可進行列車交會

| 車站編號 | 中文站名 | 日文站名 | 英文站名 | 站間營業距離 | 累計營業距離 | 接續路線            | 軌道 |
| -------- | -------- | -------- | -------- | ------------ | ------------ | ------------------- | ---- |
| HK-09    | 夙川     |          |          | -            | 0.0          | 阪急電鐵： 神戶本線 | ｜   |
| HK-29    | 苦樂園口 |          |          | 0.9          | 0.9          |                     | ◇    |
| HK-30    | 甲陽園   |          |          | 1.3          | 2.2          |                     | ｜   |

## 地下化計畫
因爲都市計畫道路建石線（兵庫縣道82號大澤西宮線）之拓寬工程，苦樂園口站 - 甲陽園站間或全線將會地下化並取消所有平交道的方案曾被檢討過，但是當地居民擔心夙川公園樹木的砍伐會導致景觀破壞，還有憂慮工程會對環境造成不利影響，因此當地居民曾有組織反對運動，2009年（平成21年）12月該方案被停止。